# ARA Presidente Sarmiento
La fragata ARA Presidente Sarmiento se convirtió en 1897 en el primer buque escuela moderno que tuvo la Argentina construido específicamente con ese fin y es un testimonio de las jornadas en la formación naval de la juventud argentina. Construida en Inglaterra, realizó 39 viajes alrededor del mundo recorriendo en total 1 100 000 millas marinas, siempre en misión de paz. Actualmente se encuentra amarrada en el Dique III de Puerto Madero, en la Ciudad de Buenos Aires, convertida en museo.

## Historia

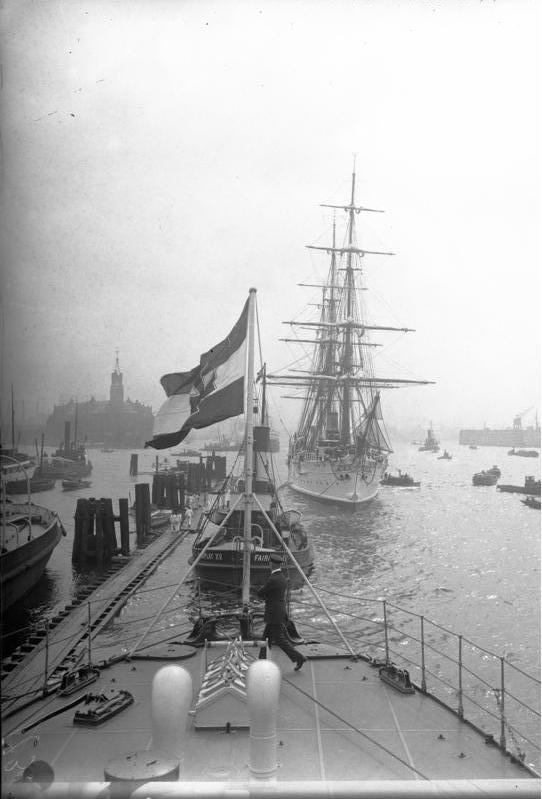
La fragata en 1931.

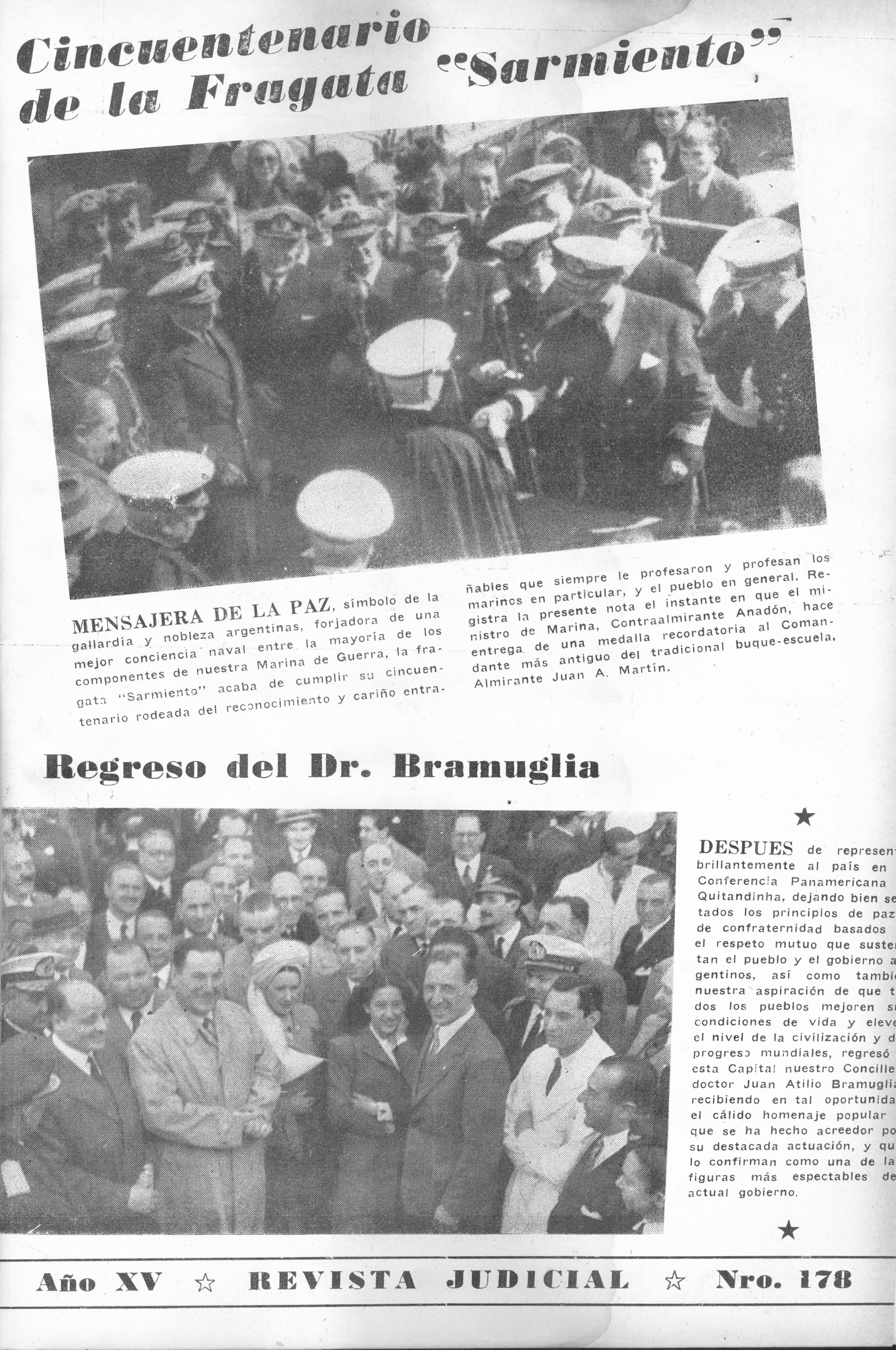
Celebraciones por el cincuentenario de la fragata en 1947.

Si bien en 1893 ya habían existido en la Argentina barcos utilizados para la enseñanza naval militar, se carecía de un buque moderno de guerra que hubiera sido concebido específicamente para ese fin. En ese año el veterano capitán de navío Martín Rivadavia elevó un proyecto acompañado de planos al Estado Mayor General de Marina para que se dotara, de acuerdo con las más adelantadas técnicas de la época, a la Armada Argentina de un buque escuela que hiciera honor a la misma.
Con algunas modificaciones, el proyecto fue resuelto favorablemente en 1895 y el capitán de navío Manuel Domecq García fue designado comandante inspector del buque escuela a construirse. El 14 de febrero de 1896, el gobierno firmó el contrato respectivo con la empresa Laird Brothers, con astilleros en Birkenhead, Liverpool, Inglaterra. 
La fragata fue diseñada por el ingeniero Bevis de dicho astillero, quien utilizó como modelo al famoso y premiado clipper HMS Clive de su autoría. Esta embarcación había ganado en tres ocasiones el premio instituido al vencedor de la regata Inglaterra –Cabo de Buena Esperanza. De inmediato se inició la construcción y en julio de 1896 se colocó la quilla. 
Así nació la fragata, con sus 85,5 m de eslora, 13,32 m de manga, un casco de acero forrado hasta la línea de flotación con madera de teca y una arboladura compuesta por un palo mayor de 54,3 m de altura, un trinquete de 52 m y un mesana de 42,5 m. Como propulsión auxiliar tenía una máquina de vapor de 1800  caballos de fuerza.
En 1908, en un viaje rumbo a Cuba, la intentaron atacar dos corbetas sin país de origen. Los piratas no pudieron arribarla porque la fragata logró escapar, siendo uno de los barcos con velas más rápido del mundo en esa época.
La nave alcanzó un costo total de 143 143 libras esterlinas (1,3 millones de pesos fuertes). Fue botada el 31 de agosto de 1897, siendo madrina en tal oportunidad Ana Cané Domínguez. Se le impuso entonces a la fragata el actual nombre de Presidente Sarmiento: fue durante su presidencia que se autorizó en 1872 la fundación de la primera Escuela de Náutica, que en 1873 pasó a ser denominada Escuela Naval Militar.
El 19 de mayo de 1898 se efectuaron las pruebas oficiales de máquina y navegación, el 24 de mayo las de artillería y el 24 de junio por la mañana se enarboló el Pabellón Argentino.
El 14 de julio de ese mismo año, alistada su dotación de hombres, zarpó del puerto de Liverpool al mando del capitán de navío Enrique Thorne. Después de realizar escalas en Vigo y Génova, partió desde este último puerto a Buenos Aires, donde llegó navegando solo a vela el 8 de agosto de 1898.
El primer viaje de instrucción lo inició el 12 de enero de 1899, al mando del capitán de fragata Onofre Betbeder y fue el más largo de su historia, recorriendo 48.500 millas náuticas (29 000 mni a vela) en 20 meses y 40 días, y tocando 71 puertos. El 15 de febrero de ese año estuvo presente en Punta Arenas en el histórico abrazo de los presidentes de la Argentina, teniente general Julio Argentino Roca, y el doctor Federico Errázuriz Echaurren, de Chile. El 16 de julio de 1900, en el puerto de Annapolis, Estados Unidos, se cumplió la ceremonia de la bendición del Pabellón y Gallardete de bauprés, donados por la tripulación de la nave, oportunidad en que fue madrina Guillermina Oliveira César de Wilde. El 30 de septiembre de ese mismo año, la comisión Pro Patria de Damas Santafecinas donó para la nave el Pabellón de Combate y el cofre para guardarlo. Regresó el 30 de octubre de 1900.
Hasta 1939 realizó 39 largos viajes, 37 de ellos de instrucción por diversas partes del mundo, en los que recorrió 1 100 000 millas marinas (2 035 000 km), distancia equivalente a 50 viajes alrededor del mundo. En ella se formaron 23 000 cadetes y oficiales navales.
Tenía comedor, cocina, peluquería y salas de clase para 32 oficiales, 40 cadetes y 275 marineros. Solamente los altos oficiales tenían camarote; toda la tripulación dormía en las camas coy, similares a las hamacas paraguayas.
Muchos personajes célebres visitaron la nave en cada puerto que tocaba, entre ellos el zar Nicolás II de Rusia, el kaiser Guillermo II de Alemania y presidentes extranjeros, como William Taft, de Estados Unidos. Formó parte de las revistas navales de las coronaciones de Eduardo VII y Jorge V de Inglaterra y Alfonso XIII de España. Participó en la apertura del Canal de Panamá y en la inauguración de la estatua de José de San Martín en Boulogne-sur-Mer, Francia, y la del general Manuel Belgrano en Génova, Italia. 
Intervino en las maniobras y en la gran Revista Naval del Centenario de la Revolución de Mayo, donde embarcaron en ella la infanta Isabel de Borbón y el Presidente de la República, así como en las revistas navales de Mar del Plata de los años 1902 y 1939.
Si bien en 1939 dejó de hacer viajes internacionales, permaneció formando parte de la División de Instrucción Naval Militar, donde sus cadetes realizaban embarcos quincenales para cortos viajes de instrucción por mar. 
En la década de los años 1950, sus viajes se limitan a navegaciones por el Río de la Plata, Paraná y Uruguay. En esos años es buque Insignia de la Fuerza Naval de Instrucción y en 1956 participa como buque presidencial en la revista naval de Mar del Plata.

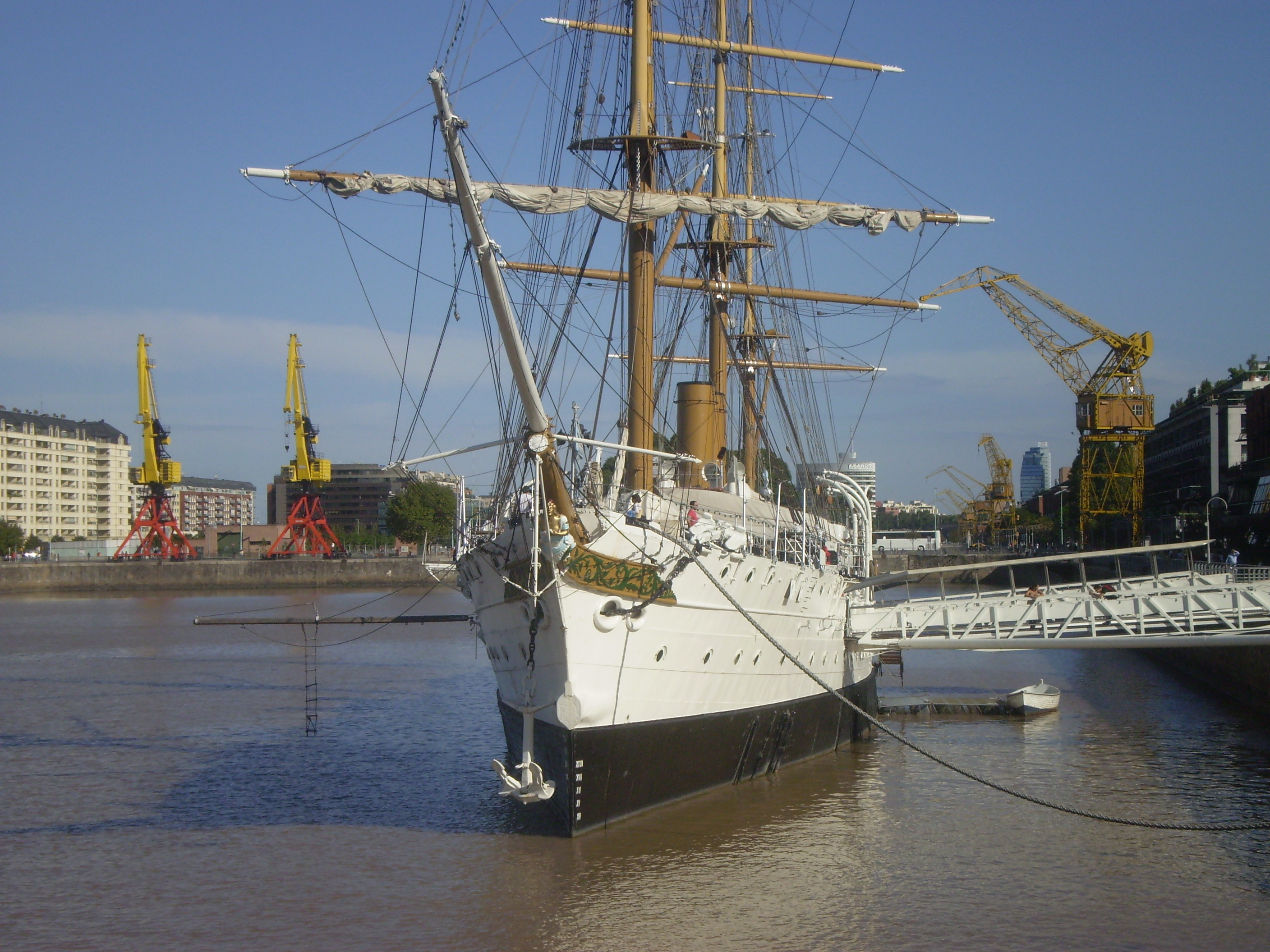
La fragata desempeñando su papel de museo.

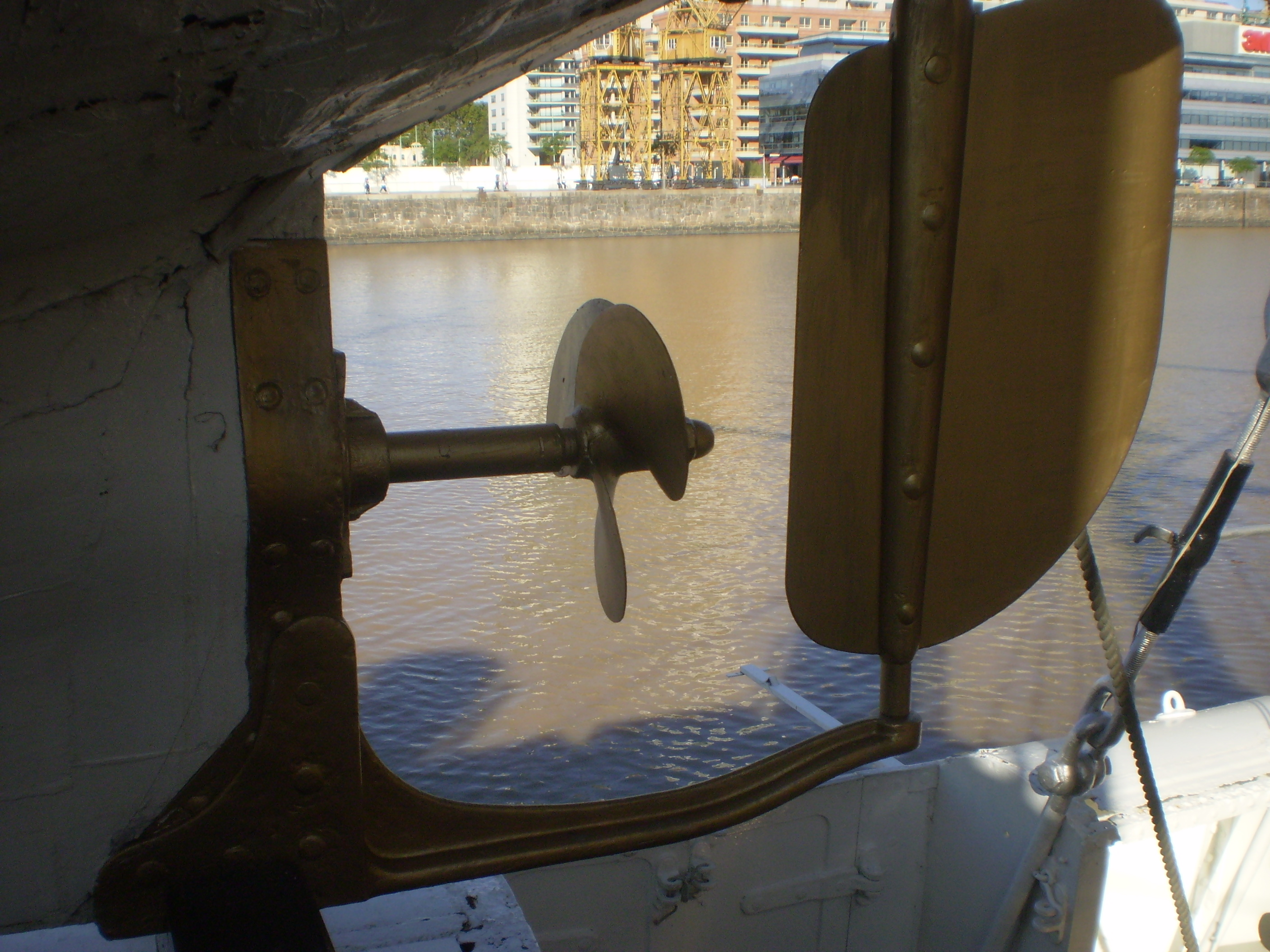
Una de las hélices.

Su último destino de actividad es el de buque escuela para el adiestramiento del personal subalterno de la Escuela de Marinería y curso profesional de Cabos de Mar, siendo 1961 su último año como unidad naval.
Fue declarada Monumento Histórico Nacional el 18 de junio de 1962 por Decreto n.º 5589 y convertida en museo el 22 de mayo de 1964. Toda su tradición pasó a la fragata ARA Libertad (Q-2), que desde 1962 continúa en la instrucción de los cadetes de la Escuela Naval de la Armada Argentina. Se exhiben en su interior varios objetos llamativos: una piedra que perteneció a la Gran Muralla China, el cuerpo embalsamado de un cachorro de perro Terranova (se trata de Lampazo, una mascota de la fragata) y una bandera de Argentina confeccionada en Shanghái, cuyo sol fue bordado con los ojos rasgados. Se halla amarrada en el Dique III de Puerto Madero (Calles Macacha Güemes y Alicia Moreau de Justo).

## Características
- Líneas de casco: tipo clipper americano. Este es de acero forrado hasta la línea de flotación con madera de teca, con recubrimiento de chapa de cobre.Ruedas de cabillas.

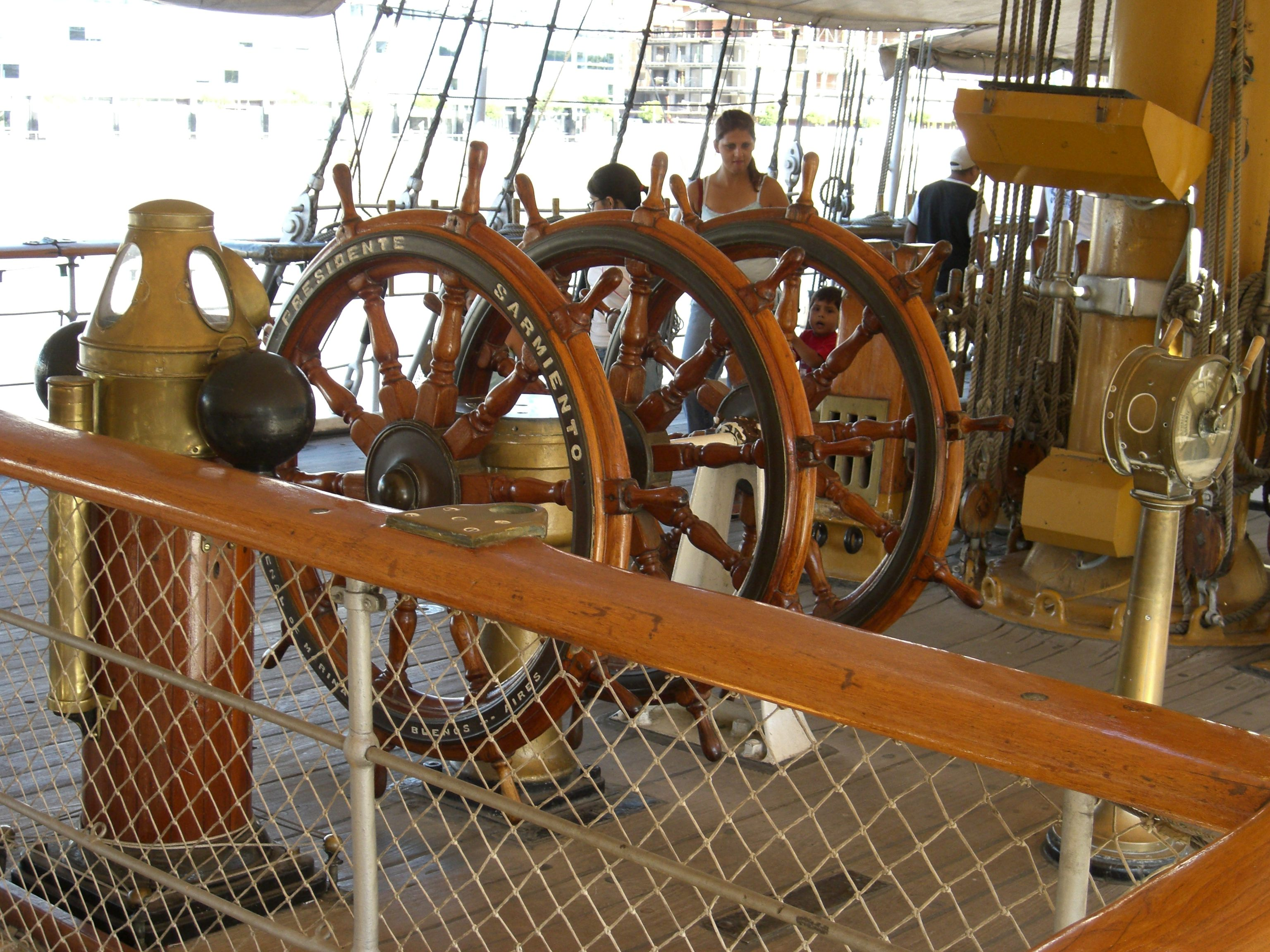
Ruedas de cabillas.

- Velocidad: 4 calderas alimentaban un motor de 13 nudos (24 km/h). Velocidad económica 6 nudos.
- Desplazamiento: con combustible completo 2.733 t
- Propulsión auxiliar: máquina de vapor de 1800 caballos.
- Anclas: 4 en proa de 2350 kg cada una y dos a popa de 650 y 250 kg, respectivamente.
- Hélices: 2 de bronce
- Chimeneas: 2 telescópicas
- A proa presenta un mascarón con la esfinge de la República Argentina, copia fiel del que se conserva en el Museo Naval del Tigre, el cual fuera esculpido en madera por el ilustre marino Manuel Barcia, y a popa un escudo argentino.

- Armamento original:
  - 4 cañones Armstrong de tiro rápido, de calibres 45 y 120 mm
  - 6 cañones de tiro rápido de 57 mm tipo Armstrong
  - 2 cañones de 37 mm Maxim-Nordenfeldt
  - 3 tubos lanzatorpedos todos sobre el agua: uno en la roda y dos en cubierta sistema Whitehead de 21 pulgadas
  - 2 ametralladoras Maxim-Nordenfeldt de 7,62 mm